# Amphoe Phrasaeng
Amphoe Phrasaeng (Thai: อำเภอ พระแสง) ist ein Landkreis (Amphoe – Verwaltungs-Distrikt) im Süden der Provinz Surat Thani. Die Provinz Surat Thani liegt in der Südregion von Thailand, etwa 650 Kilometer südlich von Bangkok an der Ostküste der Malaiischen Halbinsel zum Golf von Thailand.

## Geographie
Benachbarte Bezirke (von Norden im Uhrzeigersinn): die Amphoe Phanom, Khian Sa und Wiang Sa in Surat Thani, die Amphoe  Tham Phannara und Thung Yai in der Provinz Nakhon Si Thammarat, Amphoe Chai Buri wiederum in Surat Thani Province sowie die Amphoe Khao Phanom und Plai Phraya in der Provinz Krabi.
An der Grenze nach Plai Phraya liegt das Wildschutzgebiet Khlong Phraya.

## Geschichte
Der Bezirk wurde 1896 als Teil des Monthon Nakhon Si Thammarat gegründet. Im folgenden Jahr wurde er zusammen mit de Nachbarbezirk I-Pan zu einem Tambon unter der Verwaltung vom Amphoe Lamphun (dem heutigen Amphoe Ban Na San) herabgestuft.
Als im Jahr 1899 der Monthon-Administrator Phraya Sukhumnaiwinit (พระยาสุขุมนัยวินิจ, auch: Pan Sukhum, ปั้น สุขุม, der spätere Chao Phraya Yommarat, เจ้าพระยายมราช) den Bezirk besuchte, bemerkte er, dass Amphoe Lamphun zu groß war, um effektiv verwaltet zu werden. Daher richtete er wieder den Bezirk Phrasaeng ein, der aus den beiden Tambon Phrasaeng und I-Pan bestand. 1906 wurde Phrasaeng der Mueang Chaiya, unterstellt, der heutigen Provinz Surat Thani. 
Am 1. August 1938  wurde Phrasaeng zu einem Unterbezirk (King Amphoe) herabgestuft.
Da die Verwaltung in Ban Sai Khueng (บ้านไทรขึง) für die Bevölkerung schlecht zu erreichen war, wurde sie um 1940 nach Ban Yan Din Daeng (บ้านย่านดินแดง) verlegt. 
Im Jahr 1958 bekam Phrasaeng wiederum den vollen Amphoe-Status.

## Etymologie
Der Name des Kreises stammt von einem Ereignis, das sich bei seiner Gründung zutrug. Die Regierung sandte einen Beamten mit Namen Phrasaeng Phiram (พระแสง ภิรมย์), der den Bau des Verwaltungsgebäudes überwachen sollte. Als die Grube für das Fundament ausgeschachtet wurde, fand man ein Schwert, das aufgrund seiner eigentümlichen Form als ein königliches Schwert erkannt wurde. Man nannte es Phrasaeng Dab (พระแสงดาบ, etwa: „das Schwert Phrasaeng“) und stellte es im Verwaltungsgebäude aus. Der Bezirk wurde ebenfalls nach dem Beamten genannt. Da dieses Schwert jedoch heute verschwunden ist, ist man sich nicht sicher, ob es sich hierbei nicht nur um eine Legende gehandelt haben mag.

## Verwaltung

### Provinzverwaltung
Amphoe Phrasaeng ist in sieben Gemeinden (Tambon) eingeteilt, welche wiederum in 74 Dörfer (Muban) unterteilt sind.
| \| Nr. \| Name \| Thai \| Muban \| Einw.[3] \| \| --- \| ----------- \| -------- \| ----- \| -------- \| \| 1. \| I-pan \| อิปัน \| 12 \| 12.513 \| \| 2. \| Sin Pun \| สินปุน \| 10 \| 07.029 \| \| 3. \| Bang Sawan \| บางสวรรค์ \| 14 \| 17.800 \| \| 4. \| Sai Khueng \| ไทรขึง \| 13 \| 09.445 \| \| 5. \| Sin Charoen \| สินเจริญ \| 10 \| 09.206 \| \| 6. \| Sai Sopha \| ไทรโสภา \| 08 \| 06.010 \| \| 7. \| Sakhu \| สาคู \| 07 \| 05.193 \| |             |          |       |        |
| Nr. | Name        | Thai     | Muban | Einw.  |
| 1. | I-pan       | อิปัน      | 12    | 12.513 |
| 2. | Sin Pun     | สินปุน     | 10    | 07.029 |
| 3. | Bang Sawan  | บางสวรรค์ | 14    | 17.800 |
| 4. | Sai Khueng  | ไทรขึง    | 13    | 09.445 |
| 5. | Sin Charoen | สินเจริญ   | 10    | 09.206 |
| 6. | Sai Sopha   | ไทรโสภา  | 08    | 06.010 |
| 7. | Sakhu       | สาคู      | 07    | 05.193 |

### Lokalverwaltung
Es gibt zwei Kleinstädte (Thesaban Tambon) im Landkreis:
- Bang Sawan (เทศบาลตำบลบางสวรรค์) besteht aus Teilen des Tambon Bang Sawan,
- Yan Din Daeng (เทศบาลตำบลย่านดินแดง) besteht aus Teilen des Tambon Yan Din Daeng.

Daneben gibt es sieben „Tambon-Verwaltungsorganisationen“ (องค์การบริหารส่วนตำบล – Tambon Administrative Organizations, TAO) für die Tambon oder die Teile von Tambon im Landkreis, die zu keiner Stadt gehören.